# Kapela sv. Vida u Vidovcu
Kapela sv. Vida katolička je kapela koja se nalazi u zagrebačkoj četvrti Gornja Dubrava u mjestu Vidovec. Smještena je na uzvisini iznad središta mjesta. Sagrađena je 1966. godine,a iste ju je godine blagoslavio kardinal Franjo Kuharić.

## Povijest i arhitektura
Kapela je nastala adaptiranjem obiteljske kuće koju je 1966. godine kupio tadašnji župnik Pinturić. Godine 1976. dograđen je kat površine 8 x 8 m koji služi za održavanje misa, a donji je kat pretvoren u vjeronaučnu dvoranu. Iza oltara se nalazi slika sv. Vida, a pored oltara je svetohranište. Na zidovima su slike križnog puta. Slike su djelo akademskog slikara Josipa Resteka. U crkvi se nalazi i kip Majke Božje. Današnji izgled kapele je iz 2010. godine.

## Galerija
- Bočno pročelje
- Unutrašnjost kapele
- Oltar